# Guo Linyao
Guo Linyao (n. 10 martie 1972, Harbin, Republica Populară Chineză) este un gimnast artistic ce a reprezentat Republica Populară Chineză, medaliat olimpic. A participat la o ediție a Jocurilor Olimpice (1992) în care a câștigat o medalie de argint și o medalie de bronz.